# PowerBook G4 Titanium
Sorti en janvier 2001, le PowerBook Titanium (surnommé affectueusement TiBook) était le premier portable Apple à intégrer un processeur PowerPC G4. Il était aussi un changement radical dans le design : alors que ses prédécesseurs utilisaient un boîtier en plastique noir tout en rondeurs, le PowerBook G4 vient dans un boîtier métallique (fait en titane pur à 99,5 %) sobre ultra-fin aux lignes strictes. Il était le premier ordinateur portable à intégrer un écran 15 pouces, qui plus est au format panoramique. Malgré son gigantesque écran, il est bien plus fin et léger que les PowerBook G3 Pismo qui le précédaient (2,4 kg pour 2,6 cm d'épaisseur contre 2,8 kg et 4,3 cm d'épaisseur).
Au niveau technique il se révélait bien plus puissant que ses prédécesseurs à base de G3 pour une fréquence de fonctionnement identique : 400 et 500 MHz pour un bus à 100 MHz. Une mise à jour fin 2002 apporta, outre un processeur et un bus plus rapide (respectivement 667 MHz et 133 MHz), une mémoire cache plus rapide cadencée à la vitesse du processeur, une carte vidéo plus puissante (ATI Radeon), ainsi qu'un port Ethernet 1000BASE-T (une première pour un portable).
Une mise à jour majeure eut lieu en avril 2002 : les processeur grimpèrent jusqu'à 800 MHz, la carte vidéo était plus puissante (une Radeon 7500 avec 32 Mio de mémoire, la carte portable la plus puissante à cette époque) et ils embarquaient une mémoire de niveau 3 de 1 Mio en plus. Un nouvel écran plus lumineux permettait une résolution jusqu'en 1280 × 854. La batterie fut remplacée par une plus endurante, permettant jusqu'à 6 heures d'autonomie en utilisation bureautique. La sortie vidéo VGA fut aussi remplacée par une sortie vidéo numérique DVI.
Une ultime mise à jour vint en novembre 2002, qui se contenta de booster les fréquences à 867 MHz et 1 GHz et de remplacer la carte vidéo par une plus puissante. Le graveur DVD apparaissait aussi en option sur le modèle haut-de-gamme.
Le PowerBook Titanium fut remplacé par le PowerBook G4 15" Aluminium en septembre 2003, permettant d'uniformiser la gamme par rapport aux nouveaux modèles 12" et 17" en aluminium (le choix de ce matériau par rapport au titane était justifié par le fait que la peinture des PowerBook Titanium avait tendance à s'écailler).

## Caractéristiques
- processeur : PowerPC 7410/7440/7455 cadencé entre 400 MHz et 1 GHz
- adressage 32 bit
- bus système 64 bit à 100 ou 133 MHz
- mémoire cache de niveau 1 : 64 Kio
- mémoire cache de niveau 2 : 1 Mio cadencée à la moitié de la vitesse du processeur ou 256 Ko à la vitesse du processeur
- mémoire cache de niveau 3 : 1 Mio sur certains modèles
- mémoire morte : 1 Mio pour le démarrage, les autres instructions sont chargées en mémoire vive
- mémoire vive : entre 128 et 512 Mio, extensible à 1 Gio
- carte vidéo AGP 2x ou 4x avec 8 à 64 Mio de mémoire vidéo
- écran LCD 15,2" à matrice active (format 3/2 panoramique)
- résolution supportées :
  - 1280 × 854 (modèles avec sortie DVI uniquement)
  - 1152 × 768 (résolution native des modèles AGP)
  - 896 × 600
  - 720 × 480
  - 1024 × 768
  - 800 × 600
  - 640 × 480
- disque dur Ultra ATA/66 de 10 à 60 Go tournant à 4 200 tr/min ou 5 400 tr/min
- lecteur DVD-ROM ou graveur CD-ROM ou Combo (lecteur DVD / graveur CD) ou Superdrive (graveur DVD et CD)
- modem 56 kbit/s V90 ou V92
- slots d'extension :
  - 2 connecteurs mémoire de type SDRAM PC100 ou PC133 SO-DIMM (3,3 V, unbuffered, 64 bit, 144 broches)
  - 1 slot PC Card Type I ou Type II (supporte aussi les CardBus)
  - carte AirPort 11 Mbit/s (norme IEEE 802.11b) optionnelle
- connectique :
  - 1 port FireWire 400 Mbit/s
  - 2 ports USB 12 Mbit/s
  - port Ethernet 10/100BASE-T ou 10/100/1000BASE-T
  - sortie son : stéréo 16 bit
  - entrée son (sur certains modèles) : stéréo 16 bit
  - sortie vidéo VGA ou DVI
  - sortie S-Video
  - port infrarouge compatible IrDA sur les modèles VGA
- microphone omnidirectionnel intégré
- haut-parleur stéréo
- batterie Lithium-Ion de 50 Wh ou 61 Wh lui assurant environ 5 heures d'autonomie
- dimensions : 2,6 × 34,1 × 24,1 cm
- poids : 2,4 kg
- puissance : 55 W
- systèmes supportés : à partir de Mac OS 9.1 jusqu'à Mac OS X 10.5.8 (jusqu'à Mac OS X 10.4.11 pour les modèles cadencés en dessous de 867 MHz)[1].

## Les différents modèles
| Date          | Processeur | Bus     | L2      | L3    | Mémoire vive | DD    | Graphique                                                              | Autre périphériques                                               | Batterie  | Prix     |
| ------------- | ---------- | ------- | ------- | ----- | ------------ | ----- | ---------------------------------------------------------------------- | ----------------------------------------------------------------- | --------- | -------- |
| janvier 2001  | G4/400 MHz | 100 MHz | 1 Mio   |       | 128 Mio      | 10 Go | ATI Rage 128 Mobility 8 Mio de VRAM, résolution 1154 x 768, sortie VGA | lecteur DVD, Ethernet 10/100 Base-T                               | 50 Wh     | 23 900 F |
| janvier 2001  | G4/500 MHz | 100 MHz | 1 Mio   |       | 256 Mio      | 20 Go | ATI Rage 128 Mobility 8 Mio de VRAM, définition 1154 x 768, sortie VGA | lecteur DVD, Ethernet 10/100 Base-T                               | 50 Wh     | 32 300 F |
| octobre 2001  | G4/550 MHz | 100 MHz | 256 Kio |       | 256 Mio      | 20 Go | ATI Mobility Radeon 16 Mio de VRAM, définition 1154 x 768, sortie VGA  | lecteur DVD, Ethernet Gigabit                                     | 50 Wh     | 3 108 €  |
| octobre 2001  | G4/667 MHz | 133 MHz | 256 Kio |       | 512 Mio      | 30 Go | ATI Mobility Radeon 16 Mio de VRAM, définition 1154 x 768, sortie VGA  | lecteur DVD, Ethernet Gigabit, Airport intégré                    | 50 Wh     | 4 185 €  |
| octobre 2001  | G4/667 MHz | 133 MHz | 256 Kio |       | 512 Mio      | 48 Go | ATI Mobility Radeon 16 Mio de VRAM, définition 1154 x 768, sortie VGA  | lecteur DVD, Ethernet Gigabit, Airport intégré                    | 2 x 50 Wh | 4 615 €  |
| avril 2002    | G4/667 MHz | 133 MHz | 256 Kio | 1 Mio | 256 Mio      | 30 Go | ATI Radeon 7500, 32 Mio de VRAM, définition 1280 x 854, sortie DVI     | lecteur Combo, entrée son, Ethernet Gigabit                       | 61 Wh     | 3 587 €  |
| avril 2002    | G4/800 MHz | 133 MHz | 256 Kio | 1 Mio | 512 Mio      | 40 Go | ATI Radeon 7500, 32 Mio de VRAM, définition 1280 x 854, sortie DVI     | lecteur Combo, entrée son, Ethernet Gigabit, Airport intégré      | 61 Wh     | 4 544 €  |
| avril 2002    | G4/800 MHz | 133 MHz | 256 Kio | 1 Mio | 1 Gio        | 60 Go | ATI Radeon 7500, 32 Mio de VRAM, définition 1280 x 854, sortie DVI     | lecteur Combo, entrée son, Ethernet Gigabit, Airport intégré      | 61 Wh     | 5 405 €  |
| novembre 2002 | G4/867 MHz | 133 MHz | 256 Kio | 1 Mio | 256 Mio      | 40 Go | ATI Radeon 9000 32 Mio de VRAM, définition 1280 x 854, sortie DVI      | lecteur Combo, entrée son, Ethernet Gigabit,                      | 61 Wh     | 2 990 €  |
| novembre 2002 | G4/1 GHz   | 133 MHz | 256 Kio | 1 Mio | 512 Mio      | 60 Go | ATI Radeon 9000, 64 Mio de VRAM, définition 1280 x 854, sortie DVI     | lecteur Combo, entrée son, Ethernet Gigabit, Airport intégré      | 61 Wh     | 3 680 €  |
| novembre 2002 | G4/1 GHz   | 133 MHz | 256 Kio | 1 Mio | 512 Mio      | 60 Go | ATI Radeon 9000, 64 Mio de VRAM, définition 1280 x 854, sortie DVI     | lecteur Superdrive, entrée son, Ethernet Gigabit, Airport intégré | 61 Wh     | 3 945 €  |